# Kefersteinia tinschertiana
Kefersteinia tinschertiana är en orkidéart som beskrevs av Franco Pupulin. Kefersteinia tinschertiana ingår i släktet Kefersteinia och familjen orkidéer. Inga underarter finns listade i Catalogue of Life.